# The Gifted (serie de televisión tailandesa)
The Gifted (tailandés: The Gifted – นักเรียนพลังกิฟต์; The Gifted – Nakrian phalang kif) es una serie de televisión tailandesa producida por GMMTV y emitida por One 31 desde el 5 de agosto hasta el 4 de noviembre de 2018, protagonizada por Korapat Kirdpan, Wachirawit Ruangwiwat, Apichaya Thongkham, Harit Cheewagaroon, Ramida Jiranorraphat, Atthaphan Phunsawat, Pattadon Janngeon y Napasorn Weerayuttvilai.

## Reparto

### Personajes principales
- Korapat Kirdpan (Nanon) como Pawaret "Pang" Sermrittirong
- Wachirawit Ruangwiwat (Chimon) como Wasuthorn "Wave" Worachotmethee
- Apichaya Thongkham (Lily) como Chayanit "Namtaan" Prachkarit
- Harit Cheewagaroon (Sing) como Wichai "Ohm" Sai-Ngern
- Ramida Jiranorraphat (Jane) como Irin "Claire" Jaratpun
- Atthaphan Phunsawat (Gun) como Punn Taweesilp
- Pattadon Janngeon (Fiat) como Thanakorn "Korn" Gorbgoon
- Napasorn Weerayuttvilai (Puimek) como Patchamon "Mon" Pitiwongkorn
- Chatchawit Techarukpong (Victor) como Porama "Pom" Wongrattana
- Chayapol Jutamat (AJ) como Chanuj "Jack" Saeliu y Chayakorn Jutamat (JJ) como Chanet "Jo" Saeliu
- Katreeya English como Ladda Ngamkul
- Wanchana Sawasdee como Supot Chueamanee

### Personajes secundarios
- Wanwimol Jaenasavamethee como Rawin "Koi" Boonrak
- Pumipat Paiboon como Pakorn "Nac" Meechoke
- Suthita Kornsai como Mamuang
- Pumrapee Raksachat como Folk
- Duangkamol Sukkawatwiboon como Chayanee Prachkarit
- Praeploy Oree como Pangrum
- Chatchanut Prapaweewattananon como Best
- Thanakorn Ponwannapongsa como Fluk
- Manatchaya Phutthakao como Chaem
- Thongchai Pimapansree como Art
- Rapee Pattanacharoen como Duke
- Tipnapa Chaipongpat como Jane
- Supakan Benjaarruk como Nicha Kannula
- Nattamon Thongchiew como Wipawee Suwannaparn

## Banda sonora
1. Lutphon (หลุดพ้น) - Suveera Boonrod
2. Mai Mi Khamsanya (ไม่มีคำสัญญา) - Suchart Saeheng